# Forbrydelse mod menneskeheden
 Der er for få eller ingen kildehenvisninger i denne artikel, hvilket er et problem. Du kan hjælpe ved at angive troværdige kilder til de påstande, som fremføres i artiklen.

Forbrydelse mod menneskeheden er i international ret betegnelsen for forfølgelse eller en grusomhed mod en gruppe af mennesker. Det er karakteristisk for forbrydelserne, at de er af en så alvorlig karakter, at de rammer hele den menneskelige race. Forbrydelser mod menneskeheden anses for at være den alvorligste af alle kriminelle handlinger.

## Baggrund
Begrebet menes allerede at have været anvendt i midten af 1800-tallet, og findes i en fælles udtalelse fra de allierede nationer Storbritannien, Frankrig og Rusland, der blev udsendt 24. maj 1915. I udtalelse anklager landene Osmanniske rige for at have begået forbrydelser mod menneskeheden i form af massemord på armeniere i begyndelsen af 1900-tallet.
Der kom imidlertid ingen klar definition af forbrydelser mod menneskeheden før Nürnbergprocessen i 1945, hvor tyske ledere blandt andet blev anklaget for forbrydelser mod menneskeheden i form af massedrab, slaveri og deportationer af borgere til kz-og udryddelseslejre på basis af politisk overbevisning, religion eller race. 
I London-charteret til Det internationale militærtribunal i Nürnberg blev principperne for retsforfølgelsen af tyske ledere efter 2. verdenskrig fastlasgt. Disse blev suppleret med Nürnbergprincipperne, hvor de forskellige strafbare handlinger under internationale love blev beskrevet.
I 1950 definerede FN's Folkeretskommission de folkeretlige principper, der kan udledes af Nürnbergdommene. FN's generalforsamling vedtog f.eks. i 1976, at den systematiske forfølgelse af sorte under Sydafrikas apartheid-styre var en forbrydelse mod menneskeheden.

## Den Internationale Straffedomstols definition
Den Internationale Straffedomstol blev oprettet i 2002 i Haag. Den har jurisdiktion i sager, der omhandler forbrydelser mod menneskeheden via Rom-statutten. Den kræver, at følgende betingelser er opfyldt, for at man kan tale om forbrydelser mod menneskeheden:
- Forbrydelserne, eksempelvis mord, skal være begået som led i et omfattende eller systematisk angreb. Med angreb menes ikke et militært angreb, men det kan være kan omfatte love og administrative foranstaltninger som deportation og tvangsforflyttelse.
- Der skal være tale om handlinger, der er rettet mod civilbefolkningen. Enkelte eller tilfældige handlinger, der kke udgør en forbrydelse mod menneskeheden, kan ikke retsforfølges som sådan. Tilstedeværelsen af nogle få soldater blandt civilbefolkningen er ikke tilstrækkeligt til at fratage den dens civile karakter.
- De pågældende handlinger skal være begået med baggrund i en stats eller en organisations politik. Handlingerne kan således være begået af personer tilknyttet staten. Handlingerne kan også være begået af personer, der er tilskyndet af personer tilknyttet staten eller med disses samtykke eller indvilligelse som for eksempel dødspatruljer. Forbrydelser imod menneskeheden kan også blive begået i overensstemmelse med organisationers politik, som for eksempel oprørsgrupper, som ikke har nogen forbindelse med regeringen.

Forbrydelser mod menneskeheden omfatter ifølge Den Internationale Straffedomstol enhver af de følgende handlinger, når den er udført som en del af et omfattende og systematisk bevidst angreb mod civilbefolkningen:

De 5 fra oprindelige fra Nürnbergprocessen
- Mord
- Udryddelse
- Slaveri
- Deportation
- Andre inhumane handlinger

Nye for den Internationale Straffedomstol
- Frihedsberøvelse i strid med menneskerettighederne
- Tortur
- Seksuelle overgreb herunder også tvungen sterilisering eller forplantning
- Forfølgelse
- Bortførelse
- Undertrykkelse